# Little Drummer Boy
Little Drummer Boy („Der kleine Trommler“) ist ein US-amerikanisches Weihnachtslied. Es erzählt die Geschichte eines armen Jungen, der es sich nicht leisten kann, dem neugeborenen Jesus ein Geschenk zu machen, und daher mit dem Einverständnis der Jungfrau Maria für ihn auf seiner Trommel spielt. Auf wundersame Weise scheint das Neugeborene dies zu verstehen und lächelt ihn dankbar an.

## Entstehung
Komponiert und getextet wurde das Lied 1941 unter dem ursprünglichen Titel The Carol of the Drum von Katherine K. Davis. Die als Co-Autoren aufgeführten Henry Onorati und Harry Simeone haben für das Lied verschiedene Arrangements beigesteuert. Als Davis’ Inspirationen für das Stück werden die Weihnachtslieder Hajej, nynej (tschechisch) und Patapan (französisch) aufgeführt. Im Original trug Davis’ Song den Untertitel Czech carol freely transcribed by C.R.W. Robertson.

## Versionen
Bekannt wurde das Lied zuerst in der Version der Trapp Family Singers Mitte der 1950er Jahre. Eine der bekanntesten Versionen wurde im September 1977 von Bing Crosby und David Bowie als Duett gesungen. Für Bowie, der das Lied nicht mochte, wurde eigens eine Gegenstimme (Peace on Earth) hinzukomponiert. Bing Crosby starb wenige Wochen nach der Aufzeichnung, die erst zu Weihnachten 1977 erstmals im Fernsehen ausgestrahlt wurde. Diese Version war Bing Crosbys erfolgreichste Aufnahme nach White Christmas.
Coverversionen des Titels gibt es unter anderem von Alanis Morissette, Al Bano & Romina Power, Gaby Albrecht, Peter Alexander, The Almost, Tori Amos, Apocalyptica, Tom Astor, Bad Religion, Joan Baez, Justin Bieber, Björn Again, Roy Black, Paul Brandt, Bright Eyes, Boney M., Glen Campbell, Johnny Cash im Duett mit Neil Young, Celtic Woman, Ray Charles, Chicago, City, Perry Como, Ray Conniff, den Cranberries, den Crash Test Dummies, The Crusaders, The Dandy Warhols, John Denver, Destiny’s Child, Neil Diamond, Marlene Dietrich, Sacha Distel, Bob Dylan, El Vez, José Feliciano, Rainhard Fendrich, Helene Fischer, den Flaming Lips, Four Tops, Rudy Giovannini, der Goombay Dance Band, Karel Gott, Rocco Granata, Emmylou Harris, Heino, Heintje, Jimi Hendrix, Susanna Yoko Henkel, Jonny Hill, Whitney Houston & Bobbi Kristina Brown, Burl Ives, The Jackson 5, Jars of Clay, Wyclef Jean, Joan Jett, Claudia Jung, Udo Jürgens, Bert Kaempfert, den Kastelruther Spatzen, The Kelly Family, The King’s Singers, Cyndi Lauper, Vicky Leandros, Lonestar, Low, Mireille Mathieu, Johnny Mathis, Maybebop, Michelle, Nana Mouskouri, den New Christy Minstrels, den New Kids on the Block, Esther & Abi Ofarim, Dolly Parton, Pentatonix, Wolfgang Petry, Elvis Presley, Freddy Quinn (Zwei von Tausenden), André Rieu, RuPaul, Rush, Bob Seger, Frank Sinatra, Jessica Simpson im Duett mit Ashlee Simpson, den Supremes, Ringo Starr, Stryper, den Temptations, Tennessee Ernie Ford, den Toten Hosen (Die Roten Rosen), Roger Whittaker, den Wiener Sängerknaben, Stevie Wonder und Gheorghe Zamfir.

## Chartplatzierungen

### Version von Beverley Sisters
| Periode   | Höchstplatzierung, GesamtwochenChartsChartplatzierungen (Periode, Platzierungen, Wochen) |
| Periode   | UK                                                                                       |
| --------- | ---------------------------------------------------------------------------------------- |
| 1958/59   | UK6 (13 Wo.)UK                                                                           |
| Insgesamt | UK6 (13 Wo.)UK                                                                           |

### Version von Harry Simeone Chorale
| Periode   | Höchstplatzierung, GesamtwochenChartplatzierungen (Periode, Platzierungen, Wochen) | Höchstplatzierung, GesamtwochenChartplatzierungen (Periode, Platzierungen, Wochen) |
| Periode   | UK                                                                                 | US                                                                                 |
| --------- | ---------------------------------------------------------------------------------- | ---------------------------------------------------------------------------------- |
| 1958/59   | UK13 (7 Wo.)UK                                                                     | US13 (9 Wo.)US                                                                     |
| 1959/60   | —                                                                                  | US15 (7 Wo.)US                                                                     |
| 1960/61   | —                                                                                  | US24 (4 Wo.)US                                                                     |
| 1961/62   | —                                                                                  | US22 (4 Wo.)US                                                                     |
| 1962/63   | —                                                                                  | US28 (4 Wo.)US                                                                     |
| Insgesamt | UK13 (7 Wo.)UK                                                                     | US13 (28 Wo.)US                                                                    |

### Version von Michael Flanders
| Periode   | Höchstplatzierung, GesamtwochenChartsChartplatzierungen (Periode, Platzierungen, Wochen) |
| Periode   | UK                                                                                       |
| --------- | ---------------------------------------------------------------------------------------- |
| 1958/59   | UK20 (3 Wo.)UK                                                                           |
| Insgesamt | UK20 (3 Wo.)UK                                                                           |

### Version von Johnny Cash
| Periode   | Höchstplatzierung, GesamtwochenChartsChartplatzierungen (Periode, Platzierungen, Wochen) |
| Periode   | US                                                                                       |
| --------- | ---------------------------------------------------------------------------------------- |
| 1959/60   | US63 (3 Wo.)US                                                                           |
| Insgesamt | US63 (3 Wo.)US                                                                           |

### Version von Jack Halloran Singers
| Periode   | Höchstplatzierung, GesamtwochenChartsChartplatzierungen (Periode, Platzierungen, Wochen) |
| Periode   | US                                                                                       |
| --------- | ---------------------------------------------------------------------------------------- |
| 1961/62   | US96 (1 Wo.)US                                                                           |
| Insgesamt | US96 (1 Wo.)US                                                                           |

### Version von Royal Scots Dragoon Guards
| Periode   | Höchstplatzierung, GesamtwochenChartsChartplatzierungen (Periode, Platzierungen, Wochen) |
| Periode   | UK                                                                                       |
| --------- | ---------------------------------------------------------------------------------------- |
| 1972/73   | UK13 (9 Wo.)UK                                                                           |
| Insgesamt | UK13 (9 Wo.)UK                                                                           |

### Version von Moonlion
| Periode   | Höchstplatzierung, GesamtwochenChartsChartplatzierungen (Periode, Platzierungen, Wochen) |
| Periode   | US                                                                                       |
| --------- | ---------------------------------------------------------------------------------------- |
| 1975/76   | US95 (1 Wo.)US                                                                           |
| Insgesamt | US95 (1 Wo.)US                                                                           |

### Version von Boney M.
| Periode   | Höchstplatzierung, GesamtwochenChartsChartplatzierungen (Periode, Platzierungen, Wochen) |
| Periode   | DE                                                                                       |
| --------- | ---------------------------------------------------------------------------------------- |
| 1981/82   | DE20 (4 Wo.)DE                                                                           |
| Insgesamt | DE20 (4 Wo.)DE                                                                           |

### Version von David Bowie und Bing Crosby(Peace On Earth / Little Drummer Boy)
| Periode   | Höchstplatzierung, GesamtwochenChartplatzierungen (Periode, Platzierungen, Wochen) | Höchstplatzierung, GesamtwochenChartplatzierungen (Periode, Platzierungen, Wochen) |
| Periode   | AT                                                                                 | UK                                                                                 |
| --------- | ---------------------------------------------------------------------------------- | ---------------------------------------------------------------------------------- |
| 1982/83   | —                                                                                  | UK3 (10 Wo.)UK                                                                     |
|           |                                                                                    |                                                                                    |
|           |                                                                                    |                                                                                    |
| 2007/08   | AT53 (3 Wo.)AT                                                                     | UK73 (2 Wo.)UK                                                                     |
|           |                                                                                    |                                                                                    |
|           |                                                                                    |                                                                                    |
| 2009/10   | AT65 (2 Wo.)AT                                                                     | —                                                                                  |
|           |                                                                                    |                                                                                    |
|           |                                                                                    |                                                                                    |
| 2021/22   | AT74 (1 Wo.)AT                                                                     | —                                                                                  |
| Insgesamt | AT53 (6 Wo.)AT                                                                     | UK3 (12 Wo.)UK                                                                     |

### Version von RuPaul
| Periode   | Höchstplatzierung, GesamtwochenChartsChartplatzierungen (Periode, Platzierungen, Wochen) |
| Periode   | UK                                                                                       |
| --------- | ---------------------------------------------------------------------------------------- |
| 1993/94   | UK61 (2 Wo.)UK                                                                           |
| Insgesamt | UK61 (2 Wo.)UK                                                                           |

### Version von Rainhard Fendrich
| Periode   | Höchstplatzierung, GesamtwochenChartsChartplatzierungen (Periode, Platzierungen, Wochen) |
| Periode   | AT                                                                                       |
| --------- | ---------------------------------------------------------------------------------------- |
| 1997/98   | AT16 (5 Wo.)AT                                                                           |
| Insgesamt | AT16 (5 Wo.)AT                                                                           |

### Version von Bandaged
| Periode   | Höchstplatzierung, GesamtwochenChartsChartplatzierungen (Periode, Platzierungen, Wochen) |
| Periode   | UK                                                                                       |
| --------- | ---------------------------------------------------------------------------------------- |
| 2008/09   | UK3 (3 Wo.)UK                                                                            |
| Insgesamt | UK3 (3 Wo.)UK                                                                            |

### Version von Justin Bieber
| Periode   | Höchstplatzierung, GesamtwochenChartsChartplatzierungen (Periode, Platzierungen, Wochen) |
| Periode   | US                                                                                       |
| --------- | ---------------------------------------------------------------------------------------- |
| 2011/12   | US86 (2 Wo.)US                                                                           |
| Insgesamt | US86 (2 Wo.)US                                                                           |

### Version von Pentatonix
| Periode   | Höchstplatzierung, GesamtwochenChartplatzierungen (Periode, Platzierungen, Wochen) | Höchstplatzierung, GesamtwochenChartplatzierungen (Periode, Platzierungen, Wochen) |
| Periode   | AT                                                                                 | US                                                                                 |
| --------- | ---------------------------------------------------------------------------------- | ---------------------------------------------------------------------------------- |
| 2013/14   | AT8 (3 Wo.)AT                                                                      | US13 (3 Wo.)US                                                                     |
| 2014/15   | AT11 (1 Wo.)AT                                                                     | —                                                                                  |
| 2015/16   | AT45 (1 Wo.)AT                                                                     | —                                                                                  |
| 2016/17   | AT27 (4 Wo.)AT                                                                     | —                                                                                  |
| Insgesamt | AT8 (9 Wo.)AT                                                                      | US13 (3 Wo.)US                                                                     |

### Version von Bing Crosby
| Periode   | Höchstplatzierung, GesamtwochenChartplatzierungen (Periode, Platzierungen, Wochen) | Höchstplatzierung, GesamtwochenChartplatzierungen (Periode, Platzierungen, Wochen) |
| Periode   | DE                                                                                 | AT                                                                                 |
| --------- | ---------------------------------------------------------------------------------- | ---------------------------------------------------------------------------------- |
| 2022/23   | DE99 (1 Wo.)DE                                                                     | —                                                                                  |
| 2024/25   | DE56 (2 Wo.)DE                                                                     | AT54 (1 Wo.)AT                                                                     |
| Insgesamt | DE56 (3 Wo.)DE                                                                     | AT54 (1 Wo.)AT                                                                     |